# Kosovo KS26
Kosovo KS26 är den 26:e Svenska Kontingenten i Kosovo; en fredsbevarande enhet som Sverige skickat till Kosovo inom ramen för KFOR. Förbandet sätts upp av Göta ingenjörregemente (Ing 2). KS26 avlöste KS25 i slutet av oktober 2012, och grupperar inne på KFOR:s högkvarters camp Camp Film City. 

## Förbandsdelar
- Kontingentschef: Öv Thommy Gustafsson

- NSE: